# Kličevica vára
Kličevica vára (horvátul: Utvrda Kličevica) egy középkori vár romja Horvátországban, a Zára megyei Benkovachoz tartozó Raštević határában. 

## Fekvése
A vár romja Raštevićtől délkeletre, az autópálya benkovaci kijáratának közelében található. A vár egy magaslaton áll, amely alatt az azonos nevű időszakos vízfolyás csörgedezik. A falak alatt tiszta vizű forrás ered.

## Története
A vár a 15. században azt követően épült, miután Nápolyi László ellenkirály százezer dukátért egész Dalmáciát eladta Velencének és ez a terület a Magyar Királyság határvidékévé vált. A várat 1453-ban építtette a Kurjaković család. Építése rögtön heves vita tárgyát képezte Velencével, amely terjeszkedését látta veszélyeztetve a vár létezése miatt. Emiatt a köztársaság többször próbálta rávenni Mátyás magyar királyt az építés abbahagyására. A mind gyakoribb török támadások és a török hódítás veszélye azonban az építés mielőbbi befejezésére sarkalta a királyt, sőt mi több még több várat is fel kellett építtetnie. Ekkor épültek meg a közeli Benković, Perušić és Polača várai. Velence is fokozta a védelmet a saját határtérségében Vrána és Nadin falainak megerősítésével. Az erőfeszítések ellenére 1538-ig a török mégis elfoglalta valamennyi erősséget. A török kiűzése után Kličevica is elveszítette jelentőségét, idővel sorsára hagyták és azóta pusztul.

## A vár mai állapota
A várhoz Benkovac felől Zára felé haladva, az 56-os útról balra fordulva a vasúti átjárón átvezető, az autópálya felé haladó aszfaltos úton lehet eljutni. Az út egy idő után aszfaltozatlan útban folytatódik, amely azután átvezet egy kis tisztáson és egy kis fenyőerdőn. Innen turistajelzéses erdei ösvény vezet a romokhoz, melyek közül kiemelkedik az északi sarkon álló erős és magas hengeres torony. A déli fal előtt kis tisztás található, ahonnan meredek lejtő tart a patakig. Falai ma is több emelet magasságban állnak és Zára felől Split irányában haladva a benkovaci leágazás előtt az autópályáról is jól láthatók.